# 등기부
등기부 (登記簿)는 '부동산 등기부' 또는 '법인 등기부'등을 말하며  부동산에 관한 권리관계를 일반에 공시하려고 등기부에 기재하는 부동산 등기부와 민법에서 규정하고 있는 법인을 세우거나 이의 변동 사항을 담는 문서인 법인 등기부 및 동산,채권 담보 등기부 등이 있다.
한편 부동산 등기부 (不動産登記簿)는 토지 등기부와 건물 등기부를 통틀어 이르는 말로 이의 권리관계를 적어 놓는 공문서를 말하며 보통 등기부는 부동산 등기부를 지칭하는 경우가 많다.
토지나 주택 등의 부동산은 겉으로 봐서 누가 소유하고 있는지 그 권리관계를 알기가 쉽지 않다. 따라서 등기부라는 공적 문서에 그 부동산에 관한 권리관계를 기재하고 일반인이 언제라도 열람할 수 있게 한다. 이것이 바로 부동산 등기제도이다. 등기부는 누구든지 열람하고 등본을 발급 받을 수 있으며, 해당 부동산의 지번, 지목, 구조, 면적 등 표시사항과 소유권, 지상권, 저당권, 전세권, 가압류 등의 권리관계를 알 수 있다.
법률상의 모든 소유권은 문서화되어야만 효력이 있다. 따라서 부동산에 관한 소유권 등의 권리관계가 발생하거나 권리가 이전 또는 변경될 경우, 등기가 되어야만 그 효력이 생기는 것이다.

## 부동산 등기부등본
부동산 등기부는 토지등기부와 건물등기부의 2종이 있다. 이 밖에 등기의 목적물로 되는 것은 입목에 관한 법률에 의한 입목, 공장저당법에 의한 공장재단, 광업재단 저당법에 의한 광업재단이 각각 등기의 목적물이 되며 그에 따라 등기소에는 입목등기부·공장재단등기부·광업재단등기부가 비치되어 있다.
등기부등본은 크게 표제부·갑구·을구의 세 부분으로 나뉘어 있다. 표제부에는 그 부동산(토지 또는 건물)의 표시와 그 변경에 관한 사항을, 갑구에는 소유권에 관한 사항을, 을구에는 소유권 이외의 권리에 관한 사항을 기재한다.
예를 들어 어떤 아파트의 소유권자가 A이고, 그곳에 B가 전세로 살고 있는데, A가 진 빚때문에 그 아파트가 가압류된 상태라면, 소유권에 대한 사항 즉 갑구에는 소유권자가 A이며 빚으로 인해 가압류된 상태라는 것이 표시되고, 을구에는 B의 전세권에 대한 내용이 표시된다.
1. 표제부 : 토지 또는 건물의 표시와 그 변경에 관한 사항
  1. 토지 : 소재지, 지번, 지목, 면적
  2. 건물 : 소재지, 지번, 건평, 층수, 구조, 용도 등
2. 갑구 : 소유권에 관한 사항 (변동 및 변경사항, 압류, 가압류, 경매신청, 가등기, 가처분, 환매등기, 예고등기 등의 사항)
3. 을구 : 소유권 이외의 권리 (지상권, 지역권, 전세권, 저당권, 임차권)에 관한 변동 및 변경사항

부동산에 관한 공부로서 등기부 이외에 토지대장·가옥대장이 있다. 이 두 대장은 각각 토지 또는 가옥의 상황을 명확하게 하는 장부이고, 과세의 기본이 되며, 서울특별시 또는 시·군에 비치되어 있다.

## 법인 등기부등본
법인격(法人格)은 권리와 의무가 귀속되는 법률상의 인격으로 자연인과 법인이 가진다. 한편 법인은 '법인 등기부등본'을 통해서 법률상 인격이 확인된다. 법인등기(法人登記)는 민법에서 규정하고 있는 주식회사, 재단, 비영리 법인등과 관련된 등기부로 법인을 신설 및 폐쇄하거나 이미 있는 법인의 변경 내용등을 기록하는 공문서이다. 법원의 등기소에서 관장한다.

## 같이 보기
- 토지대장

## 참고 자료
- 양주 시의회 부동산 정보